# Gare de Bannstein
La gare de Bannstein est une ancienne gare ferroviaire française de la ligne de Haguenau à Hargarten - Falck, située dans l'écart de Bannstein sur le territoire de la commune d'Éguelshardt dans le département de la Moselle en région Grand Est.
C'est une halte voyageurs de la Société nationale des chemins de fer français (SNCF) fermée en 1996.

## Situation ferroviaire
Établie à 242 mètres d'altitude, la gare de Bannstein est située au point kilométrique (PK) 34,230 de la ligne de Haguenau à Hargarten - Falck, entre les gares de Philippsbourg et d'Éguelshardt. Elle se trouve sur la section inexploitée de la ligne, entre Niederbronn-les-Bains et Sarreguemines.

## Histoire
La gare de Bannstein est mise en service le 8 décembre 1869, lorsque la compagnie des chemins de fer de l'Est ouvre à l'exploitation la section de Sarreguemines à Niederbronn-les-Bains de la ligne d'Haguenau à Hargarten - Falck.
Durant la seconde Guerre mondiale, la gare de Bannstein constituait la gare avant d'une des batteries du 373e RALVF, en provenance du dépôt arrière de Romanswiller. Cette gare intermédiaire servait la position ALVF de Bannstein-Neuschmeltz.
La section de Niederbronn-les-Bains à Bitche est fermée au service marchandises le 29 septembre 1996 et au service voyageurs le 4 novembre de la même année. Elle est susceptible d'être l'objet d'un projet de réouverture, car Bitche pourrait être reliée à Strasbourg en une heure par train TER (dans les années 2010, ce voyage nécessite une correspondance entre autocar et train à Niederbronn-les-Bains). Des études ont été effectuées pour cette éventuelle future réouverture, chiffrant ainsi le montant des travaux de remise en état de l'infrastructure à 35 millions d'euros, soit bien plus qu'au moment de la fermeture.

## Service routier de substitution
Depuis la fermeture de la halte ferroviaire, Bannstein est desservie par des autocars TER Lorraine de la ligne Niederbronn - Bitche.

## Patrimoine ferroviaire
Le bâtiment voyageurs et ses annexes sont toujours présents en 2019. Une image de 1912 montre qu'il s'agissait d'un bâtiment standard de la Compagnie de l'Est doté d'un deuxième étage consistant en une tour sous bâtière transversale à cheval au-dessus de la travée centrale. Il a par la suite été doté d'une aile à étage également à pignons transversaux et la tour, soutenue par des boiseries sculptées, a été recouverte de tuiles de façade. La gare était flanquée d'une halle à marchandises et d'un bâtiment séparé pour les ouvriers de la voie.